# Krzepocinek
Krzepocinek – wieś w Polsce położona w województwie łódzkim, w powiecie poddębickim, w gminie Wartkowice, około 15 km na północny wschód od Poddębic.

## Historia osady

### Średniowiecze
Historię osady w jej najwcześniejszym okresie należy wiązać z dwoma punktami osadniczymi. Jednym z nich jest grodzisko pierścieniowate wiążące osadę z okresem wczesnopiastowskim, ponieważ zbudowano je około roku 920. Drugim punktem jest osada powstała najprawdopodobniej już w XII w. Brak źródeł nie pozwala jednak mówić o zachowanej ciągłości osadniczej. 

### Czasy nowożytne
Wieś duchowna Krzepocino Małe, własność plebana zgierskiego położona była w końcu XVI wieku w powiecie łęczyckim województwa łęczyckiego.
W latach 1975–1998 miejscowość administracyjnie należała do województwa sieradzkiego.